# Meloe brevicollis
Meloe brevicollis là một loài bọ cánh cứng châu Âu trong họ Meloidae (bọ dầu).
Nó được xem là đã tuyệt chủng ở Anh từ thập niên 1940 do việc mở rộng đất canh tác. Tuy nhiên, năm 2007 một số ít cá thể đã được phát hiện ở phía nam Devon.

## Hình ảnh

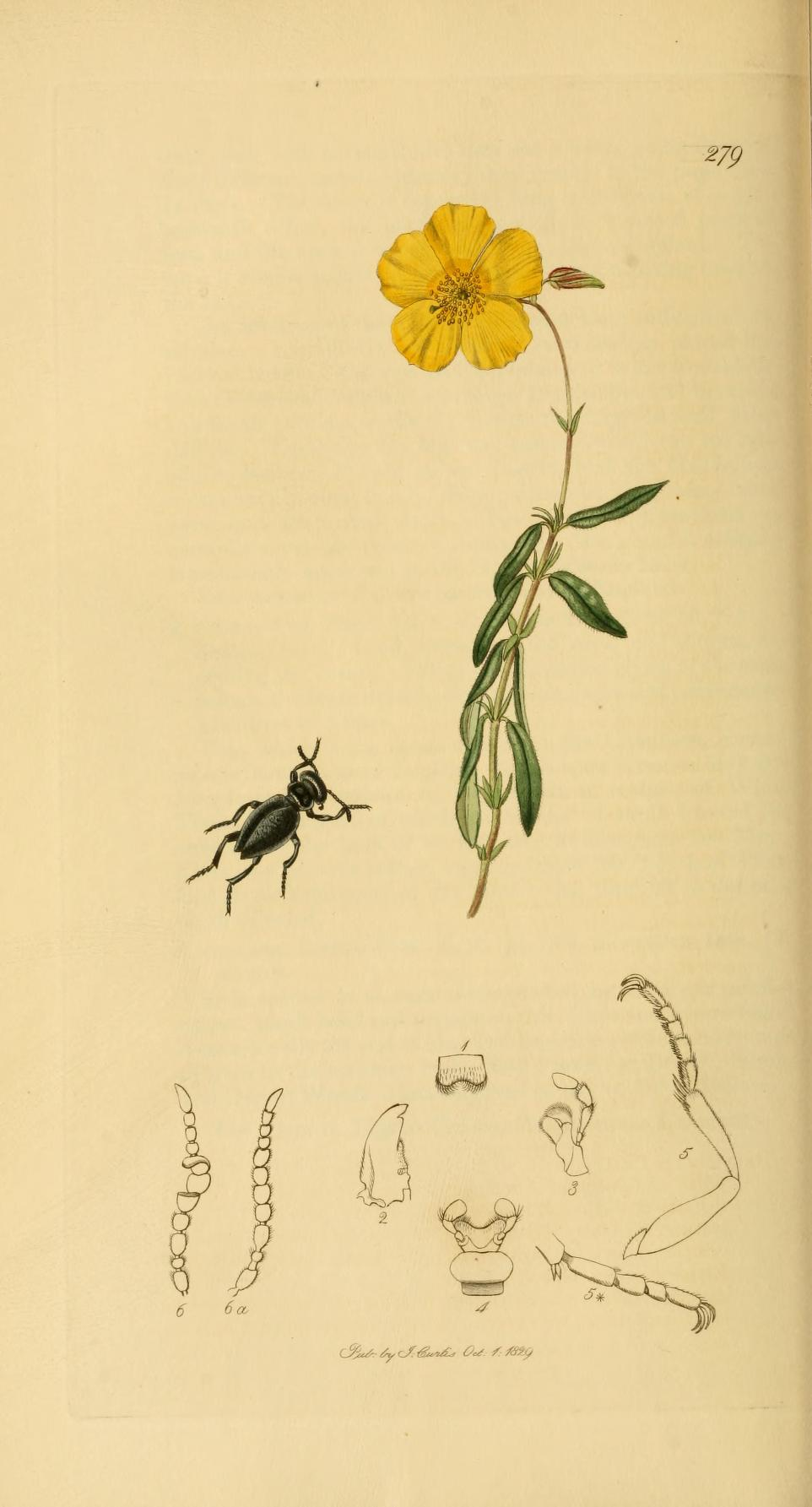
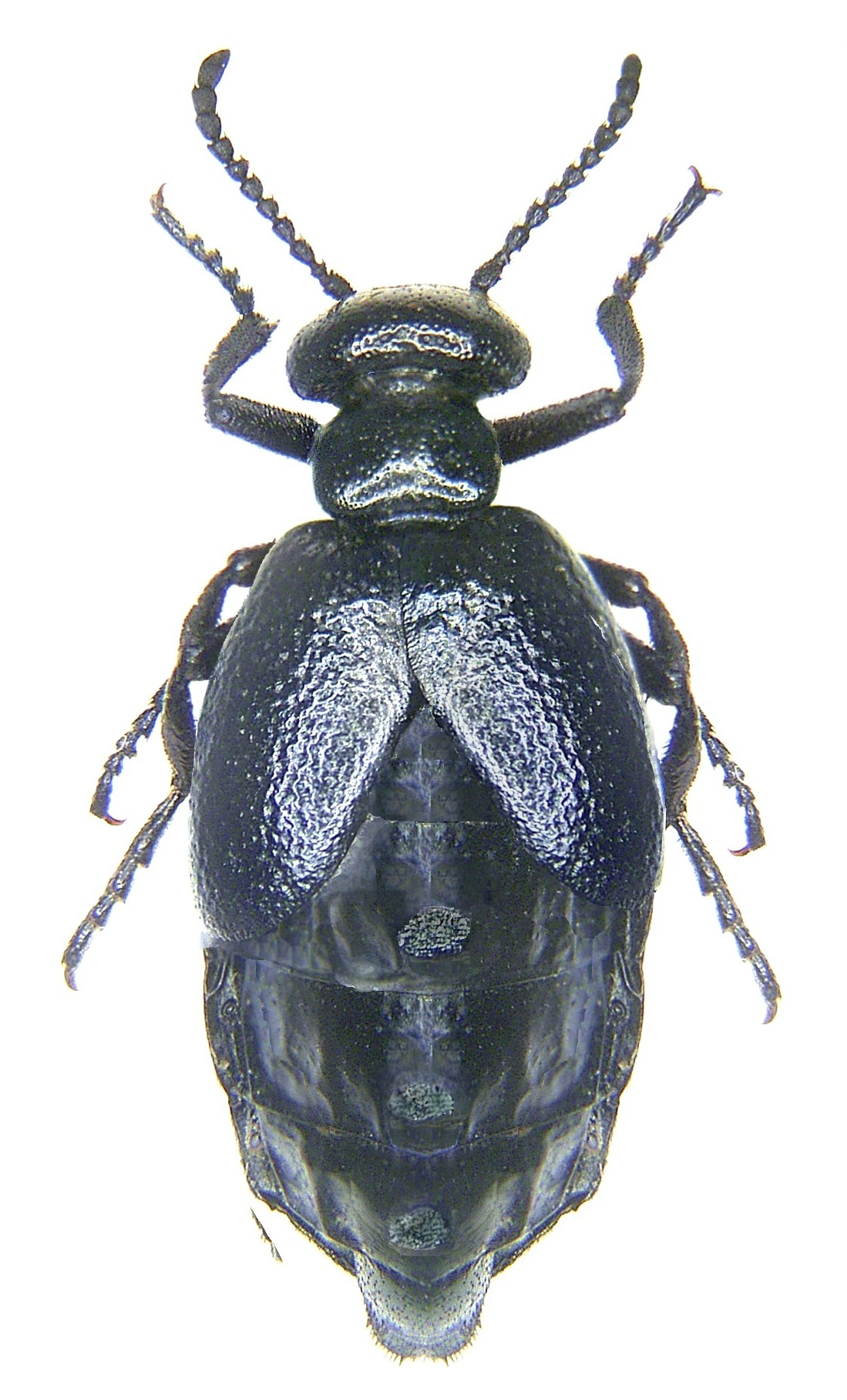